# Stanisław Prüfer
Stanisław Prüfer (ur. 20 października 1932 w Czaczu) – polski mechanik i polityk, poseł na Sejm PRL III i IV kadencji.

## Życiorys
Uzyskał wykształcenie wyższe, studiował na Wydziale Budowy Maszyn Politechniki Poznańskiej, gdzie otrzymał tytuł zawodowy inżyniera mechanika. W 1958 rozpoczął pracę w Iławskiej Wytwórni Części Samochodowych, najpierw na stanowisku mistrza, później kierownika wydziału, następnie głównego technologa. Należał do Związku Młodzieży Socjalistycznej, wchodził w skład zarządu wojewódzkiego i zarządu głównego ZMS. Był dyrektorem Uniwersytetu Robotniczego ZMS w Iławie.
W 1961 i 1965 uzyskiwał mandat posła na Sejm PRL w okręgu Iława z ramienia Polskiej Zjednoczonej Partii Robotniczej. Przez dwie kadencje zasiadał w Komisji Pracy i Spraw Socjalnych oraz w Komisji Przemysłu Ciężkiego, Chemicznego i Górnictwa.